# 褶胸下口蜻鯰
褶胸下口蜻鯰又名褶胸倭甲蜻鯰，曾隸屬於倭甲蜻鯰屬（Nannoptopoma），為輻鰭魚綱鯰形目甲鯰科的其中一種，為熱帶淡水魚，分布於南美洲厄瓜多爾及秘魯的亞馬遜河流域，體長可達3.3公分，棲息在海達200公尺左右的溪流底層水域，生活習性不明。

## 扩展阅读
維基物種上的相關：褶胸下口蜻鯰